# Hemocianin
Hemocianini so dihalni (respiratorni) pigmenti v obliki metaloproteina iz več podenot, na katerih sta vezana dva bakrova iona za reverzibilno vezavo ene kisikove molekule (O2). Vezava kisika pozroči spremembo barve iz brezbravnega stanja z bakrovimi ioni v deoksigeniranem stanju Cu(I) v modro barvo z bakrovimi ioni v oksigenirano stanje Cu(II). Po hemolimfi prenašajo kisik pri večini mehkužcev in nekaterih členonožcev, kot je ostvar Limulus polyphemus, in so drugi najpogostejši dihalni pigmenti za hemoglobinom. Za razliko od slednjih, ki so prisotni v celicah (eritrocitih), hemocianini prosto plavajo v hemolimfi.

## Evolucijski izvor
Hemocianini so bili v evolucijskem razvoju izbrani verjetno glede na ugoden alosteričen učinek pri vezavi kisika, kar omogoča posebna zgradba v obliki heksamerov. Številni organizmi, ki vsebujejo hemocianin v hemolimfi, so namreč zelo kompleksno zgrajeni in potrebujejo velike količine kisika, poleg tega pa veliki delež le-teh živi v okolju z majhnim parcialnim tlakom kisika. Hemoglobin, hemeritrin in klorokruorin so zato v smislu alosterije mnogo manj primerni in so prisotni v hemolimfi nižje razvitih nevretenčarjev.

## Zgradba in fiziologija
Kljub podobnosti v funkciji s hemoglobinom (Hb) se hemocianini razlikujejo od hemoglobina v številnih stvareh, predvsem v molekularni strukturi in mehanizmih delovanja. Namesto železovih ionov so v porfirinskem obroču kot prostetična skupina vezani bakrovi ioni, ki so podobno kakor pri Hb koordinirani s histidinskimi aminokislinskimi ostanki. Protein je sestavljen iz številnih podenot in vsaka vsebuje po dva bakrova iona, ki lahko vežeta eno molekulo kisika. Vsaka podenota ima molekulsko maso ~75.000 daltonov in vsebuje 620 aminokislin, organiziranih v 20 alfa-vijačnic in beta sodček s sedmimi ploskvami. Podenote so lahko organizirane v dimere (2 podenoti) ali heksamere (6 podenot), odvisno od vrste organizma. Podenote so lahko homogene (enake) ali pa heterogene (različne).
V primerjavi s hemoglobinom, ki mora biti prisoten v celicah (eritrocitih zaradi majhnosti in s tem nevarnosti za zamašitve, hemocianini plavajo prosto v hemolimfi, kar omogoča večjo gostoto le-teh v hemolimfi in s tem večjo kapaciteto za vezavo kisika. Po drugi strani pa je viskoznost hemolimfe zaradi velikosti hemocianinov povečana, kar zahteva večjo energijo za pretok hemolimfe v notranjosti telesa.

## Medicinski pomen
Hemocianin iz morskega polža Concholepas concholepas ima imunoterapevtske učinke proti raku na prostati in sečnem mehurju. Pri testnih miših, ki so pred razvojem raka na sečnem mehurju v kri dobile znatno koncetracijo tovrstnega hemocianina, se je izkazalo, da so miši preživele dlje časa, rast tumorja in njegova incidenca pa sta bili zmanjšani.